# ザ・グラス・スタジオ イン オタル
ザ・グラス・スタジオ イン オタル（The Glass Studio in Otaru）は、北海道小樽市に存在するガラス工房。ガラス職人の浅原千代治（1947年 - ）が、1979年（昭和54年）に設立した工房である。個人作家の工房としては小樽で最初の工房であり、小樽のガラス作家工房の先駆けとされる。法人名は「ザ・グラス・スタジオ」。

## 沿革
代表者の浅原千代治は、自身で4代目となる大阪府のガラス製造業、三友硝子工芸に生まれた。小樽にある同姓のガラス業者である浅原健蔵（北一硝子社長）から「北海道でガラス屋をやる夢がある」「景色のいい所で製作すると美しい作品が生まれる」と誘われ、浅原自身も小樽を訪ねて、歴史、風土、小樽運河保存運動などの市民運動に惹かれた。このことで浅原は、小樽でガラス業を興すことを決心し、浅原の考えに共鳴した職人たちと共に、1979年（昭和54年）に小樽に移住して、同1979年に小樽市緑のガラス浮き玉の廃工場を買い取り、この工房を立ち上げた。
浅原の小樽移住には、「寒い北国はガラス工芸にふさわしい」「小樽の風土は作品を生み出す」「小樽は北海道の道庁所在地である札幌市の隣町であるために、商業的にも都合が良く、北海道中心部からの情報も入りやすい」「涼しい気候が高熱でのガラス作りに適している」といった考えや事情があった。過去にイギリスや北ヨーロッパのガラス工芸を見て、それらと似た風土を持つ北海道に工房を開きたいとの思いも、移住への後押しとなった。自らが社長となったことには、アメリカを発端とするスタジオ・グラス・ムーブメント（ガラス工芸において、自分で考えたものを自分の工房で自分で作る運動）に触発されたことで、制約のない自由な環境で作品を作りたいとの思いがあった。ガラス界ではかつて、デザイナーと職人が分業であり、大規模となればさらにデザイナー、職人、営業と役割が分担される傾向があったが、これに対して浅原は、自分たちの手による一貫作業を目指した。
この工房では、それまでの小樽の浮き球とは印象の異なる、色もデザインも様々なガラス製品の製作が開始された。当初は工芸品の製作のみであったが、工房の製品を求める来訪者が増加したことで、工房の一部を売店に改装して、展示販売を開始した。また見学者の増加に伴い、ガラス学校の開設などで、ガラス文化の振興を図った。
来訪者の増加に対し、従来の工房では手狭で対応できなくなったため、1986年（昭和61年）3月には見学ホールを持つギャラリー兼工房が、天狗山麓の小樽市最上に建設され、そちらへ移転した。この新工房は、来訪者の利便と、工房での作業効率に主眼を置いた工房である。土地は北海道中央バスから借り、小樽天狗山スキー場のバス停留所でもあるため、雪かきが不要である上に、観光客を呼び込むにも適しているといった利便性があった。
当時は秘密とされていた吹きガラスの創作を、この新工房では公開し、見学用の回廊を付けた。製作方法を公開したのは、「技術は伝承できるが、感性は伝承できない」との考えによるものであり、この発想は、当時としては画期的なものであった。1989年（昭和64年）には、工房開設十周年を記念して、工房に隣接して、喫茶コーナーを備えた新館「グラス・スタジオ・アネックス」が建設された。
1995年（平成7年）には、小樽市を舞台とした映画『Love Letter』の撮影場所としても用いられた。2014年（平成26年）には、革新的な商品開発や地域貢献に取り組む企業を称えるために、北海道経済産業局により選定される「地域でがんばる中小企業・小規模事業者」の一つとして選定された。
小樽では、伝統業であった漁業用のガラス製の浮き玉作りが、1990年代以降のガラスブームにより土産物として人気を博しており、この工房を皮切りに、北一硝子のガラスギャラリー、小樽運河工芸館など、続々とガラス関連事業が立ち上がるきっかけにもなった。

## 特徴
建物は、1階がガラス工房、2階が売店となっている。工房では、プロの作家の指導のもとでの吹きガラス体験もでき、一輪挿しやグラスなどを製作することもできる。日付や名前を入れることもできるため、オリジナルの土産品作りに適している。
2階の店内では、ガラス製の雛人形などの芸術性の高い商品から、グラスや食器など実用的な商品まで、さまざまな商品が広い店内に所狭しと並んでいる。作家ごとの作品展示コーナーも用意されている。「小樽ブルー」など、小樽の四季をテーマにした作品、小樽の海や空などの自然をイメージした作品も多い。
1階と2階は吹き抜けの構造であり、工房が2階の店舗の階下にあることから、店舗から階下の工房での制作風景を見学できる作りになっている。建物は天狗山の麓の高台に位置しており、建物からは小樽の市街地、石狩湾の海、遠くの増毛連峰の山々を望むこともできる。
芸術的な作品作りに取り組むガラス工房の先駆けとされ、多くの若手を育てる場にもなっている。この工房で修業を積んだ後に、独立して自らの工房を構えた作家も少なくない。「ザ・グラススタジオ・イン・函館」やアメリカなど、この工房出身者による工房が、日本国内外に開かれている。